# Noragugume
Noragugume település Olaszországban, Szardínia régióban, Nuoro megyében. Lakosainak száma 278 fő (2023. január 1.). Noragugume Dualchi, Ottana, Silanus, Bolotana és Sedilo községekkel határos.

## Népesség
A település lakossága az elmúlt években az alábbi módon változott:
| Lakosok száma | 310  | 309  | 278  |
|               | 2017 | 2018 | 2023 |